# Сумской национальный аграрный университет
Сумской национальный аграрный университет (укр. Сумський національний аграрний університет) — высшее учебное заведение IV уровня аккредитации, расположенное в городе Сумы.

## История
Учебное заведение было открыто в апреле 1977 года как филиал Харьковского сельскохозяйственного института им. Докучаева.
В феврале 1990 года на базе филиала был создан Сумский сельскохозяйственный институт.
В марте 1995 года Верховная Рада Украины внесла Сумский сельскохозяйственный институт и учебно-опытное хозяйство СумСХИ в перечень предприятий и организаций, приватизация которых запрещена в связи с их общегосударственным значением.
В 1997 году в состав СумСХИ был передан Сумский сельскохозяйственный техникум после чего институт получил статус университета.
7 августа 2001 года университету был присвоен статус национального.
Согласно решению государственной аккредитационной комиссии Министерства образования и науки Украины от 27.11.2007р., Протокол № 68, Сумский национальный аграрный университет признан аккредитованным по статусу вуза IV (четвёртого) уровня на период до 01 июля 2017 г. (Сертификат РД-IV № 193846).
4 февраля 2015 года Кабинет министров Украины передал университет из сферы управления министерства аграрной политики и продовольствия Украины в ведение министерства образования и науки Украины.

## Кампуса и корпуса
Материально-техническая база университета состоит из 9 учебно-лабораторных помещений общей площадью 105244 кв.м., мастерских для проведения лабораторно-практических занятий студентов инженерных специальностей, полигонов, сооружений инженерно-технического обеспечения, научно-исследовательских подразделений, современной актового зала на 450 мест .
В соответствии с приказом Минагрополитики Украины № 180 от 19.06.03р. «О создании университетского центра Сумского НАУ …» в состав университета включены 6 вузов 1-2 уровней аккредитации. После проведения перераспределения по направлениям подготовки общая площадь Сумского НАУ составляет 364780 м2, в том числе учебная площадь — 243185, площадь учебно-вспомогательных сооружений (н.в. мастерской, полигоны, сооружения инженерно — технического обеспечения, научно — исследовательские подразделения) — 121595 м2 .
Быт студентов в университете обеспечивают 4 общежития на 2200 мест, в колледжах — 9 общежитий.
Укреплению здоровья студентов служат стадион «Колос», площадки для летних видов спорта с синтетическим покрытием, оздоровительно-восстановительный центр, зал для настольного тенниса, трасса для соревнований по биатлону. Есть крытый спортивный зал.
Университет в достаточной мере обеспечен учебным и научным оборудованием в том числе: 2 электронных микроскопа, масс-спектрометры, комплекты специализированных лабораторий, укомплектованных биолого-химическим и инженерным оборудованием. В обеспечении учебного процесса препаратами животного и растительного происхождения задействованы виварий (860 м2) и селекционно-семеноводческий комплекс (стекло в мет. каркасе — 10322 м3).

## Институты и факультеты
- Учебно-научный институт экономики и менеджмента
  - Факультет экономики и предпринимательства
  - Факультет менеджмента
  - Юридический факультет
- Учебно-научный институт животноводства и ветеринарной медицины
  - Биолого-технологический факультет
  - Факультет ветеринарной медицины
- Учебно-научный инженерно-технологический институт
  - Инженерно-технологический факультет
  - Строительный факультет
  - Факультет пищевых технологий
  - Агрономический факультет
- Институт последипломного образования
- Институт заочного образования
- Отделение довузовской подготовки, профориентации.